# パリメトロ8号線
8号線（8ごうせん、フランス語: Ligne 8）は、パリ交通公団（RATP）の運営するフランスの首都パリを含むイル＝ド＝フランス地域圏のメトロ（地下鉄）路線の一つ。パリ市内南西部バラール駅と、パリ近郊東部クレテイユのポワント・デュ・ラック駅までを東西に結ぶ。1913年に開業。

## 概要
8号線の西端はパリ市内にあるが、東側ではパリ市から大きく離れて隣接するヴァル＝ド＝マルヌ県の県庁所在地クレテイユにまで至っている。その距離は13号線に次ぎメトロで2番目であるが、13号線は途中で2つに分岐しているため、1本の路線としては8号線が最長である。マルヌ川の橋とクレテイユ市内は地上線となっている。
8号線は1913年に開業したパリで8番目のメトロ路線であり、1898年時点での計画にあった最後の路線である。もともとはパリ中心部と南西部を結ぶ路線だったが、1931年のパリ植民地博覧会を期に南東部へ延長され、さらに南東部郊外へと延伸された。なお南西部のラ・モット＝ピケ＝グルネル駅から先は元々現10号線のルートをとっていたが、1937年にこの区間が10号線に移管され、8号線はバラールに向かうようになった。

パリメトロ8号線の路線図

## 沿線概況
8号線西端のバラール駅は南西部の市境近くのブールヴァール・デ・マレショー上のバラール広場の地下にある。ここから北東方向に進み、アンヴァリッドの北、アレクサンドル3世橋のやや東でセーヌ川を潜り、コンコルド広場、オペラ広場（ガルニエ宮前）に至る。この辺りから東に向きを変え、パリ中心部の北よりを東西に横切るグラン・ブールヴァールの地下を通る。リシュリュー＝ドゥルオ駅からレピュブリック駅までの間は9号線と上下2層になった複々線となっている。レピュブリックからは南東に向きを変え、バスティーユ広場を通り、ヴァンセンヌの森の入口でもあるポルト・ド・シャラントンで市境を越える。
郊外に出てからも南東に進み、シャラトン＝エコール駅の南東で地上に出て高速道路A4とマルヌ川を橋で渡る。この後再び地下に潜るが、メゾン＝アルフォール＝レ・ジュイオット駅の先で地上に出て、道路の中央に設けられた線路を通ってクレテイユ＝プレフェクチュール駅に至る。クレテイユ市内のポワント・デュ・ラック駅が終点である。

## 歴史

1937年の路線付けかえ

1898年のメトロ整備計画では、8号線（I線）はオペラからパリ南西部のオートゥイユ（現10号線ポルト・ドートゥイユ駅）に至る路線とされていた。環状線以外でセーヌ川を2度渡ることになっていた唯一の路線である。1910年にはバラールへの支線の建設も決まった。
オペラ〜ラ・モット＝ピケ＝グルネル〜ボーグルネル（現10号線シャルル・ミシェル）間は1913年に開業し、その年の内にポルト・ドートゥイユまでの区間が完成した。
1922年に市議会は8号線をグラン・ブールヴァール経由で南西部まで延長することに決定した。1931年にポルト・ド・シャラントンまでの区間が開業し、同年にヴァンセンヌの森で開催されたパリ植民地博覧会の観客を輸送した。
西側では、1937年に8号線、10号線、14号線（現13号線の一部）の間で線路の付けかえが行われ、8号線のラ・モット＝ピケ・グルネル以西を10号線に移管し、新たに建設されたラ・モット＝ピケ・グルネル〜バラール間が代わって8号線の一部となった。
1939年には、第二次世界大戦勃発の影響でシャン・ド・マルス駅とサン＝マルタン駅が休止され、そのまま再開されることはなかった。
東部では1942年に市境を越えてシャラントン＝エコールまで延伸された後、1970年代に何度かに渡って延伸されてクレテイユ＝プレフェクチュールまで達し、さらに2011年にはポワント・デュ・ラックにまで延伸された。

### 年表
- 1913年7月13日 - オペラ駅〜ラ・モット＝ピケ＝グルネル駅〜ボーグルネル駅（現10号線シャルル・ミシェル）間開業。
- 1913年9月30日 - ボーグルネル駅〜ポルト・ドートゥイユ駅間（現10号線）延伸開業。
- 1928年6月30日 - オペラ駅〜リシュリュー・ドゥルオ駅間延伸開業。
- 1931年5月5日 - リシュリュー・ドゥルオ駅〜ポルト・ド・シャラントン駅間延伸開業。
- 1937年7月27日 - ラ・モット＝ピケ・グルネル駅〜ポルト・ドートゥイユ駅間を10号線に移管。ラ・モット＝ピケ・グルネル駅〜バラール駅間開業。
- 1939年9月2日 - シャン・ド・マルス駅とサン＝マルタン駅を休止
- 1942年10月5日 - ポルト・ド・シャラントン駅〜シャラントン＝エコール駅間延伸開業。
- 1970年9月19日 - シャラントン＝エコール駅〜メゾン＝アルフォール＝スタード間延伸開業。
- 1972年4月27日 - メゾン＝アルフォール＝スタード駅〜メゾン＝アルフォール＝レ・ジュイオット間延伸開業。
- 1973年9月24日 - メゾン＝アルフォール＝レ・ジュイオット駅〜クレテイユ＝レシャ駅間延伸開業。
- 1974年9月9日 - クレテイユ＝レシャ駅〜クレテイユ＝プレフェクチュール駅間延伸開業。
- 2011年10月8日 - クレテイユ＝プレフェクチュール駅〜ポワント・デュ・ラック駅間延伸開業。

## 車両
1980年からMF77が使われている。
車両基地はパリ15区のジャヴェル (Javel) にあり、ルールメル駅の北側から入線する。大規模な検査や改修作業は4号線のサン・トゥアン(Saint-Ouen) 車両基地で行われる。

## 駅一覧
| 駅名                                                 | 駅名                                        | 接続路線                                                 | 地上／地下 | 所在地                 | 所在地                 |
| ---------------------------------------------------- | ------------------------------------------- | -------------------------------------------------------- | ---------- | ---------------------- | ---------------------- |
| バラール駅                                           | Balard                                      | トラム： 3a線 トラム： 2号線（スザンヌ・ランラン停留所） | 地下区間   | パリ                   | 15区                   |
| ルールメル駅                                         | Lourmel                                     |                                                          | 地下区間   | パリ                   | 15区                   |
| ブシコー駅                                           | Boucicaut                                   |                                                          | 地下区間   | パリ                   | 15区                   |
| フェリックス・フォール駅                             | Félix Faure                                 |                                                          | 地下区間   | パリ                   | 15区                   |
| コメルス駅                                           | Commerce                                    |                                                          | 地下区間   | パリ                   | 15区                   |
| ラ・モット＝ピケ＝グルネル駅                         | La Motte-Picquet - Grenelle                 | メトロ： 6号線、 10号線                                  | 地下区間   | パリ                   | 15区                   |
| エコール・ミリテール駅                               | École Militaire                             |                                                          | 地下区間   | パリ                   | 7区                    |
| ラ・トゥール＝モブール駅                             | La Tour-Maubourg                            |                                                          | 地下区間   | パリ                   | 7区                    |
| アンヴァリッド駅                                     | Invalides                                   | メトロ： 13号線 RER： C線                                | 地下区間   | パリ                   | 7区                    |
| コンコルド駅                                         | Concorde                                    | メトロ： 1号線、 12号線                                  | 地下区間   | パリ                   | 1区、8区               |
| マドレーヌ駅                                         | Madeleine                                   | メトロ： 12号線、 14号線                                 | 地下区間   | パリ                   | 8区                    |
| オペラ駅                                             | Opéra                                       | メトロ： 3号線、 7号線 RER： A線（オーベール駅）         | 地下区間   | パリ                   | 2区、9区               |
| リシュリュー＝ドゥルオ駅                             | Richelieu - Drouot                          | メトロ： 9号線                                           | 地下区間   | パリ                   | 2区、9区               |
| グラン・ブールヴァール駅                             | Grands Boulevards                           | メトロ： 9号線                                           | 地下区間   | パリ                   | 2区、9区               |
| ボンヌ・ヌーヴェル駅                                 | Bonne-Nouvelle                              | メトロ： 9号線                                           | 地下区間   | パリ                   | 2区、9区、10区         |
| ストラスブール＝サン＝ドニ駅                         | Strasbourg - Saint-Denis                    | メトロ： 4号線、 9号線                                   | 地下区間   | パリ                   | 2区、3区、10区         |
| レピュブリック駅                                     | République                                  | メトロ： 3号線、 5号線、 9号線、 11号線                  | 地下区間   | パリ                   | 3区、10区、11区        |
| フィーユ・デュ・カルヴェール駅                       | Filles du Calvaire                          |                                                          | 地下区間   | パリ                   | 3区、11区              |
| サン・セバスチャン＝フロワサール駅                   | Saint-Sébastien - Froissart                 |                                                          | 地下区間   | パリ                   | 3区、11区              |
| シュマン・ヴェール駅                                 | Chemin Vert                                 |                                                          | 地下区間   | パリ                   | 3区、11区              |
| バスティーユ駅                                       | Bastille                                    | メトロ： 1号線、 5号線                                   | 地下区間   | パリ                   | 4区、11区、12区        |
| ルドリュ＝ロラン駅                                   | Ledru-Rollin                                |                                                          | 地下区間   | パリ                   | 11区、12区             |
| フェデルブ＝シャリニー駅                             | Faidherbe - Chaligny                        |                                                          | 地下区間   | パリ                   | 11区、12区             |
| ルイイ＝ディドロ駅                                   | Reuilly - Diderot                           | メトロ： 1号線                                           | 地下区間   | パリ                   | 12区                   |
| モンガレ駅                                           | Montgallet                                  |                                                          | 地下区間   | パリ                   | 12区                   |
| ドーメニル駅                                         | Daumesnil                                   | メトロ： 6号線                                           | 地下区間   | パリ                   | 12区                   |
| ミシェル・ビゾ駅                                     | Michel Bizot                                |                                                          | 地下区間   | パリ                   | 12区                   |
| ポルト・ドレ駅                                       | Porte Dorée                                 | トラム： 3a線                                            | 地下区間   | パリ                   | 12区                   |
| ポルト・ド・シャラントン駅                           | Maison Blanche （Place Aristide Briand）    | トラム： 3a線                                            | 地下区間   | パリ                   | 12区                   |
| リベルテ駅                                           | Liberté                                     |                                                          | 地下区間   | シャラントン＝ル＝ポン | シャラントン＝ル＝ポン |
| シャラントン＝エコール駅                             | Charenton - Écoles                          |                                                          | 地下区間   | シャラントン＝ル＝ポン | シャラントン＝ル＝ポン |
| エコール・ヴェテリネール・ド・メゾン＝アルフォール駅 | École vétérinaire de Maisons-Alfort         |                                                          | 地下区間   | メゾン＝アルフォール   | メゾン＝アルフォール   |
| メゾン＝アルフォール＝スタード駅                     | Maisons-Alfort - Stade                      |                                                          | 地下区間   | メゾン＝アルフォール   | メゾン＝アルフォール   |
| メゾン＝アルフォール＝レ・ジュイオット駅             | Maisons-Alfort - Les Juilliottes            |                                                          | 地下区間   | メゾン＝アルフォール   | メゾン＝アルフォール   |
| クレテイユ＝レシャ駅                                 | Créteil - L'Échaty （Hôpital Henri Mondor） |                                                          | 地下区間   | クレテイユ             | クレテイユ             |
| クレテイユ＝ユニヴェルシテ駅                         | Créteil - Université                        | バス：Tvm                                                | 地上区間   | クレテイユ             | クレテイユ             |
| クレテイユ＝プレフェクチュール駅                     | Créteil - Préfecture （Hôtel de Ville）     |                                                          | 地上区間   | クレテイユ             | クレテイユ             |
| ポワント・デュ・ラック駅                             | Créteil Pointe du Lac                       |                                                          | 地上区間   | クレテイユ             | クレテイユ             |

- 全線各駅停車、快速運転はない。

### 廃駅
- シャン・ド・マルス駅 (Champ de Mars)
  - ラ・モット＝ピケ＝グルネル駅とエコール・ミリテール駅の間にあった。1937年のパリ万国博覧会では会場となったシャン・ド・マルス広場の最寄り駅の一つだったが、第二次世界大戦勃発に伴う営業縮小で1939年9月2日に休止され、そのまま再開されることはなかった。隣駅との駅間距離が短すぎたのが休止の理由である。なおRER C線にシャン・ド・マルス＝トゥール・エッフェル駅（Champ de Mars - Tour Eiffel）があるが、これは広場の反対側に位置する。

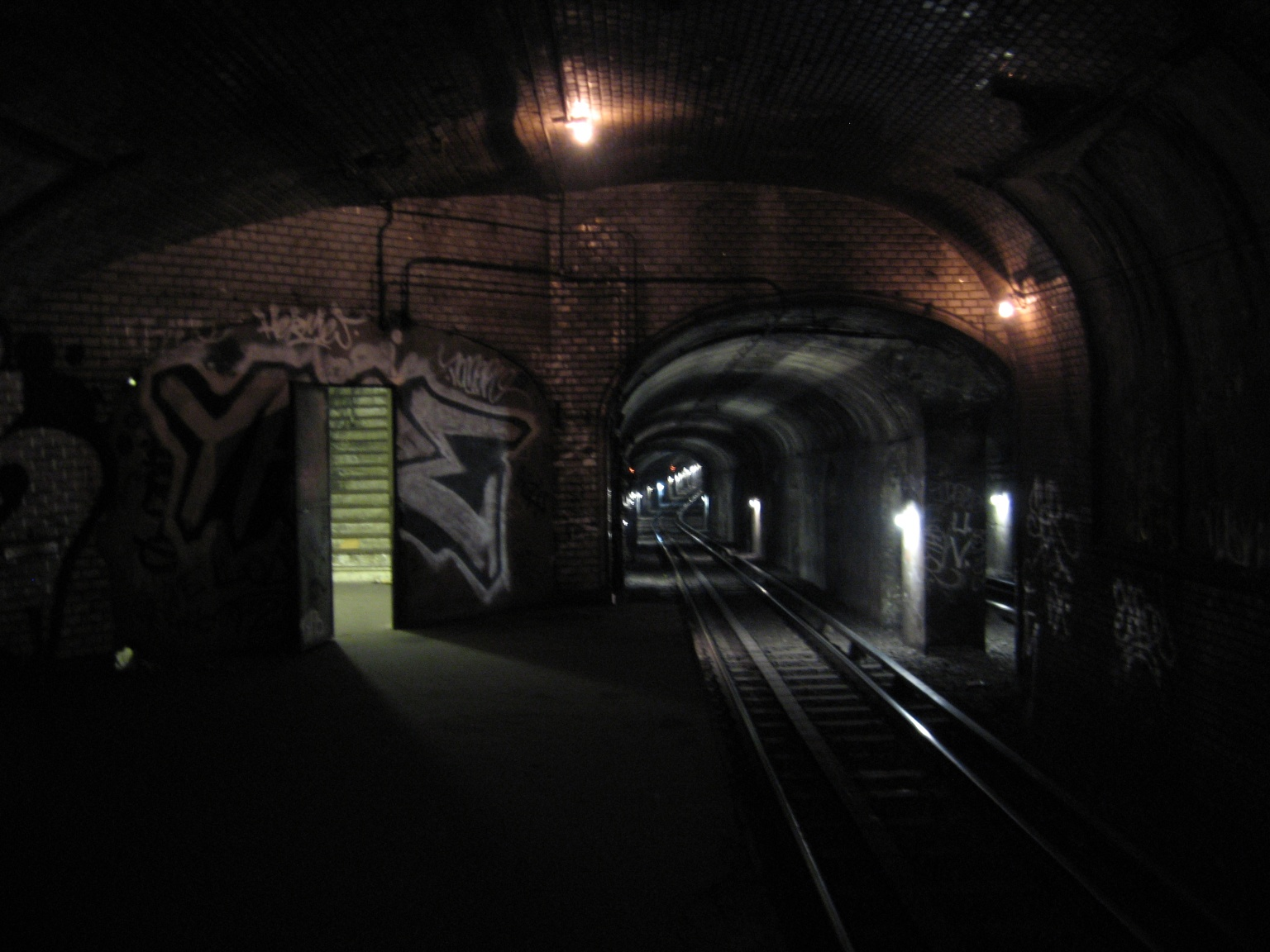
サン＝マルタン駅ホーム跡

- サン＝マルタン駅 (Saint-Martin)
  - ストラスブール＝サン＝ドニ駅とレピュブリック駅の間にあったが、シャン・ド・マルス駅と同様1939年9月2日に休止され、そのまま再開されることはなかった。現在駅跡は冬季に救世軍がホームレスの簡易宿泊所として使用している。